# Festival de Música de Kiev
O Festival de Música de Kiev (em ucraniano:  Київ Музик Фест), é um festival anual de música internacional em Kiev, na Ucrânia, que apresenta música clássica ucraniana com o objectivo de promover os músicos ucranianos no contexto da arte mundial. Os co-fundadores do festival financiado pelo Estado são o Ministério da Cultura da Ucrânia e a União Nacional dos Compositores da Ucrânia.

## História
O primeiro festival "Kyiv Music Fest" foi realizado em 1990. Foi iniciado pelo proeminente compositor ucraniano Ivan Karabyts, que se tornou no director musical do festival de 1990 a 2001.